# La Planète du Diable, première partie
La Planète du Diable, première partie est le huitième épisode de la Saison 2 de la deuxième série de la série télévisée britannique Doctor Who. Cet épisode constitue avec le neuvième épisode, La Planète du Diable, deuxième partie, une histoire en deux parties. Il a été diffusé pour la première fois le 3 juin 2006 sur la BBC.

## Accroche
Rose et le Docteur se retrouvent sur un monde désolé dans l'orbite d'un trou noir au 42ème siècle. Piégés avec une équipe d'archéologues venant de la Terre et les mystérieux Oods, les voyageurs du temps font face à un danger d'autant plus grand que quelque chose d'ancien en dessous du sol est en train de se réveiller…

## Distribution
- David Tennant : Le Docteur
- Billie Piper : Rose Tyler
- Danny Webb : Mr. Jefferson
- Shaun Parkes : Zachary Cross Flane
- Claire Rushbrook : Ida Scott
- Will Thorp : Toby Zed
- Ronny Jhutti : Danny Bartock
- MyAnna Buring : Scooti Manista
- Paul Kasey : les Oods
- Gabriel Woolf : Voix de la Bête
- Silas Carson : Voix des Oods

## Résumé
Le TARDIS se pose à l'intérieur d'une « base sanctuaire », utilisée pour des expéditions périlleuses dans l'espace. Comme le Docteur et Rose l'explorent, ils découvrent une écriture étrange, si ancienne que même le TARDIS ne peut la traduire. Après une légère peur due au comportement faussement menaçant des Oods, les domestiques-esclaves de la base, les voyageurs rencontrent l'équipage, mené par le capitaine Zachary Cross Flane. L'équipe, qui inclut aussi la scientifique Ida Scott, le chef de la sécurité M. Jefferson et l'archéologue Toby Zed, se trouve en expédition sur une planète anormale, Krop Tor, en orbite autour d'un trou noir. Par miracle, et d'une façon inexplicable, elle n'y tombe pas, ce qui signifierait la mort assurée. La planète dispose d'une immense source d'énergie, à dix miles au-dessous du sol, vers laquelle ils forent. Comme le Docteur et Rose font connaissance avec l'équipage, la base se met à trembler. La section où se trouvait le TARDIS tombe dans les profondeurs de la planète. Les voyageurs se résignent donc à aider l'équipe.
Comme la foreuse s'approche toujours davantage de sa cible, une présence malveillante commence à se faire connaître : les Oods font passer des messages angoissants au sujet d'une bête qui se réveille, un monstre cornu apparait sur un des écrans de surveillance, etc. Toby se retrouve possédé et tue la jeune femme chargée de la mécanique. On retrouve son corps flottant vers le trou noir... Le forage terminé, le Docteur propose son aide à Ida et tous deux partent découvrir ce qui se cache dans les entrailles de la planète. Après une descente sans encombre, ils tombent sur un grand disque circulaire, le couvercle d'une trappe, sur lequel se trouvent les mêmes inscriptions indéchiffrables. Dans le même temps, la bête reprend possession de Toby et des Oods. Toby avertit Rose et l'équipage resté à la surface que la planète tombe maintenant vers le trou noir et que la bête est libre. Les Oods, de leur côté, prétendent être la légion de la bête...

### Continuité
- Rose explique à un Ood qu'elle a déjà bossé comme cantinière, en référence à L'École des retrouvailles.
- À l'origine, le script ne mentionnait pas des Oods, mais des Raxacoricofallapatoriens, la même race que celle des Slitheens.
- Le Docteur explique que les TARDIS ne sont pas construits, ils grandissent d'eux-mêmes.
- Dans un épisode de Doctor Who Confidentiel Russell T Davies affirme que les Oods sont très proches de la race empathique des Sensorites apparus dans l'épisode de 1964 The Sensorites[1].